# (400283) 2007 SY3
(400283) 2007 SY3 es un asteroide perteneciente al cinturón de asteroides, descubierto el 16 de septiembre de 2007 por el equipo del Lincoln Near-Earth Asteroid Research desde el Laboratorio Lincoln, Socorro, Nuevo México.

## Designación y nombre
Designado provisionalmente como 2007 SY3.

## Características orbitales
2007 SY3 está situado a una distancia media del Sol de 2,357 ua, pudiendo alejarse hasta 2,894 ua y acercarse hasta 1,820 ua. Su excentricidad es 0,227 y la inclinación orbital 3,378 grados. Emplea 1322,11 días en completar una órbita alrededor del Sol.

## Características físicas
La magnitud absoluta de 2007 SY3 es 17,8.